# ボツワナと北朝鮮の関係
ボツワナと北朝鮮の関係（ぼつわなときたちょうせんのかんけい、英語: Botswana–North Korea relations、朝鮮語: 보츠와나-조선민주주의인민공화국 관계）とは、ボツワナと朝鮮民主主義人民共和国（北朝鮮）の間における現在の関係および歴史的な関係を指す。どちらの国も相手国の首都にある大使館を維持しておらず、また、2014年に外交関係が断絶されて以来は、いかなる形態の外交関係も保たれていない。

## 歴史
冷戦中の1974年11月27日に、両国の間で外交関係が樹立された。ボツワナの独立を主導したセレツェ・カーマ初代大統領は、1976年8月の9日から13日にかけて平壌を国賓訪問した。この訪問中、カーマ大統領と大統領夫人は金日成主席と会見して、金主席は大統領夫婦のために宴席を設けた。報道によると、カーマ大統領はビリヤードで招待国を驚かせたという。遊戯中のある時、かなりひどい状態にあった盤上で球を横切らせたそうだ。
1980年代前半には、数多くの北朝鮮の格闘技インストラクターが依頼を受けて、ボツワナ警察に徒手格闘の訓練を施した。この北朝鮮人インストラクターたちは、到着してからまだ日の浅いうちにボツワナを離れた。理由は明白で、巡査たちを上長に対して煽り立てることになり、警察の職権職務において以前よりも民主的な形態を求めて上長を説得するよう試みるようになってしまったためである。
現代においては、北朝鮮の国営企業万寿台海外開発会社の建設業者が、3人の民族指導者を描いたハボローネ市内にある記念像三首長の像を建てた。この記念像は、2005年9月にフェスタス・モハエ大統領によって落成式が行われたが、現在に至るまで延々と論争の種になっている。また、ボツワナは自国だけでは医療を賄えないとして、北朝鮮の医療従事者を雇おうと試みたこともある。
2013年、ボツワナ政府は北朝鮮における人権侵害の状況を憂慮して、北朝鮮との二国間における協力関係を停止した。両国の関係縮小路線は続き、2014年2月20日、朝鮮民主主義人民共和国における人権に関する国連調査委員会の報告書が公表されたのを受けて、北朝鮮との外交関係および領事関係が完全に断絶された。北朝鮮政府を強く非難すると同時に、ボツワナは北朝鮮人民に対する「心からの同情」を表明した。
2014年10月、国際連合のボツワナ常駐代表を務めるチャールズ・トヘンバニ・ントワーハエに対して、北朝鮮代表団が人種差別的な薄汚い言葉を投げかけたことが報道された。一国の代表を務めるントワーハエを指して、「あのクロンボ父なし子」（英語: that black bastard）と言い放ったのである。
2015年10月、韓国を訪問中のボツワナのイアン・カーマ大統領はソウル市内のホテルで聯合ニュースのインタビューに応じ、北朝鮮と断交した理由として国内での人権蹂躙ならびに近隣諸国に対する威嚇の二点を挙げて、北朝鮮の指導部を評して「石器時代に暮らしているように思える」と痛烈に批判した。